# Biomacromolecules
Biomacromolecules — рецензований науковий журнал, який видається з 2000 року Американським хімічним товариством.  Виходить щомісяця і публікує оригінальні дослідницькі статті про взаємодію між макромолекулами та біологічними системами. 
Він реферується та індексується в Chemical Abstracts Service, Scopus, EBSCOhost, PubMed та Science Citation Index Expanded. Станом на  2023  рік головний редактор журналу Себастьян Лекомманду.
Відповідно до Journal Citation Reports імпакт-фактор для цього журналу становив 6,988 у 2020 році. 